# CSR SDD8
A CSR SDD8 foi uma locomotiva diesel-elétrica produzida pela China South Locomotive and Rolling Stock (CSR). Foi utilizada no Brasil pela Ferrovia Centro-Atlântica (FCA) até 2016.

## Tabela
| Modelo | Potência (HP) | Bitola (m) | Fabricante | Origem | Ano de Fabricação |
| ------ | ------------- | ---------- | ---------- | ------ | ----------------- |
| SDD8   | 2.210         | 1,000      | CSR        | China  | 2007              |

## Histórico
Em 2000, a FCA começou a estudar a aquisição de locomotivas chinesas, em substituição a importação de locomotivas, principalmente usadas dos EUA.
Por intermédio do conglomerado japonês Mitsui, em abril de 2002, foi iniciado o Projeto Locomotiva Chinesa, inicialmente foi solicitado projeto de uma locomotiva de manobras, alterado em setembro de 2004 para o atual projeto de uma locomotiva compatível com a frota existente.
A proposta inicial consistia em uma locomotiva diesel-elétrica com duas cabines, típica de ferrovias com menor densidade de trafego.
As locomotivas tiveram sua produção iniciada em abril de 2007, sendo que a aprovação final ocorreu em dezembro do mesmo ano. Foram embarcadas para o Brasil em janeiro de 2008, sendo desembarcadas no Porto de Vitória em março de 2008.
Os testes de operação iniciaram em agosto de 2008, sendo que as mesmas sempre operam em conjunto.

## Proprietários Originais
A seguir são listados os proprietários originais.

## SDD8 no Brasil
Foram projetadas para atuar na Rota do Calcário, entre Arcos (MG) e Volta Redonda (RJ), transportando calcário para a Companhia Siderúrgica Nacional.
Ambas as locomotivas vieram pintadas com o primeiro padrão de pintura da FCA (azul e laranja), sendo que a locomotiva de nº 9564 já foi pintada com o segundo padrão de pintura em laranja. Atualmente a locomotiva 9563 já está também com o novo padrão de pintura cor laranja.
Em 6 de agosto de 2016 as duas locomotivas tiveram suas operações encerradas, ficando paradas no pátio de Bom Sucesso/MG, baixadas, sendo lentamente desmanchadas.